# 空軍指揮司令部
空軍指揮司令部（くうぐんしきしれいぶ、ドイツ語：Luftwaffenführungskommando、略称：LwFüKdo）は、ドイツ連邦空軍における空軍局と並列する二大組織の一つ。1970年の前身組織の創設以来、空軍指揮幕僚監部の傘下にあって、総軍結節としてドイツ連邦空軍部隊の大部分に対する最高指揮機関として機能している。ただし、空軍の国外任務についてはポツダムに所在する連邦軍出動指揮司令部が指揮を執る。2010年時点では約450人の司令部要員を要している。

## 任務
空軍指揮司令部の主要任務には、内部部署と従属する上級単位部隊に対する指揮指導を通じて各種準備を保証し「フォース・プロバイダー（練度管理責任当局）」として機能する。運用準備および空軍運用支援戦力に責任を負う。よって、連邦軍出動指揮司令部に対して技術的支援を実施する。必要に応じて空軍指揮司令部は運用機能のために指揮命令や連絡調整業務を代行する。

## 歴史
空軍第3次編制に基づき、1970年10月1日にケルン＝ヴァーンにて空軍局の空軍戦闘部隊監部（Inspektion Kampfverbände der Luftwaffe）が廃止され、替りに航空艦隊司令部が創設される。航空艦隊司令部の創設と同時に解散した北部空軍グループ司令部と南部空軍グループ司令部に従属していた4個空軍師団の指揮を引き継ぐ。1992年には航空輸送集団が指揮下におさまる。これにより、連邦空軍の全実働部隊は単一司令部の管理下に統合された。
空軍第4次編制に基づいて、1994年4月1日に航空艦隊司令部は解散され空軍指揮司令部が新設される。北部と南部に分かれる2個空軍司令部とその隷下の戦闘部隊、航空輸送部隊および空軍指揮支援司令部が傘下に収まる。
第5次と第6次の空軍編制の実施を通じて管理体制の合理化を実現するため2001年に指揮命令構造の改革が実施される。北部と南部の空軍司令部と空軍指揮支援司令部は解散され空軍師団は3個に減じられた。

## 内部組織
- 第1部（A1） - 人事管理、予備役兵人事管理、実施部隊の人事処理、出動分遣隊の人事
- 第2部（A2） - 空軍の偵察、空軍の保安、空軍野外情報部隊の技術的指導
- 第3部（A3） - 即応任務の出動準備、空軍局と空軍指揮司令部に対する命令、空軍の上級管理職に対する中枢指導業務
- 第4部（A4） - 後方支援業務、資器材財務、保守、資器材管理
- 第5部（A5） - （同時に第9部(A9) - 軍民協力 (CIMIC) ）基礎的概念、組織、編制および兵器システム
  - 第5部第1課（A5I） - 原則問題、一般業務について空軍局との協同、空軍戦力センター
  - 第5部第2課（A5II） - 地上兵器、指揮命令システム、空軍施設防護
  - 第5部第3課（A5II） - 空中兵器
  - 第5部第4課（A5IV） - 航空運輸
- 第6部（A6） - 指揮支援、情報技術システム、情報セキュリティ、地域軍事航空管制
- 第7部（A7） - 実行計画、戦術検閲（NATOを経由して）、航空標準化、戦術開発、技術と手続
- 行政部 - 管理業務
- 統制部 - 財政業務分析
- 地理情報部 - 地理情報および技術指導
- 主任衛生監 - 航空医学と衛生業務に関する顧問業務

## 下位組織
- 空軍指揮司令部、司令部：ケルン＝ヴァーン
  - 第1空軍師団、司令部：フュルステンフェルトブルック
    - 第1運用指揮区域、司令部：メスシュテッテン
    - 第32戦闘爆撃航空団、司令部：ラーガーレヒフェルト
    - 第74戦闘航空団、司令部：ノイブルク・アン・デア・ドナウ
    - 第61空輸航空団、司令部：ペンツィング
    - 第62空輸航空団、司令部：ヴンスドルフとホルツドルフ
    - 第5防空ミサイル隊、司令部：エルディング
    - 在伊ドイツ空軍戦術訓練コマンド、本部：イタリア共和国・デチモマンヌ
    - 連邦国防省飛行準備隊、司令部：ケルン

  - 第2空軍師団、司令部：ビルケンフェルト
    - 第3運用指揮区域、司令部：ホルツドルフ
    - 第31戦闘爆撃航空団「ベルケ」、司令部：ネルフェニッヒ
    - 第33戦闘爆撃航空団、司令部：ブューヒェル
    - 第73戦闘航空団「シュタインホフ」、司令部：ラーゲ (ギュストロー郡)
    - 第2防空ミサイル隊「メクレンブルク＝フォアポンメルン」、司令部：バート・ズュルツェ

  - 第4空軍師団、司令部：アウリッヒ
    - 第2運用指揮区域、司令部：エルンテブリュック
    - 第4運用指揮区域、司令部：アウリッヒ
    - 第1防空ミサイル隊「シュレースヴィヒ＝ホルシュタイン」、司令部：フースム
    - 第51偵察航空団「インメルマン」、司令部：ヤーグ/クロップ
    - 第71戦闘航空団「リヒトホーフェン」、司令部：ヴィットムント
    - 第63空輸航空団、司令部：ホーン (共同体)
    - 空軍施設防護連隊「フリースラント」、本部：ショルテンス

## 主要幹部
空軍指揮司令部の司令官には空軍中将（三つ星将軍）が指定され、副司令官には空軍少将が、幕僚長には空軍准将が指定される。
| 代 | 氏名                                                                 | 着任           | 離任           |
| -- | -------------------------------------------------------------------- | -------------- | -------------- |
| 1  | ギュンター・ラル空軍中将 Günther Rall                                | 1970年10月1日  | 1970年12月15日 |
| 2  | ヘルベルト・ヴェーネルト空軍中将 Herbert Wehnelt                     | 1971年4月1日   | 1974年9月30日  |
| 3  | ヴァルター・クルピンスキー空軍中将 Walter Krupinski                  | 1974年10月1日  | 1976年11月9日  |
| 4  | ブルーノ・ルーゼン空軍中将 Bruno Loosen                              | 1976年12月     | 1981年3月31日  |
| 5  | フリッツ・ウェグナー空軍中将 Fritz Wegner                            | 1981年4月1日   | 1983年3月31日  |
| 6  | イェルク・クーバルト空軍中将 de:Jörg Kuebart                         | 1983年4月1日   | 1989年3月31日  |
| 7  | ヴァルター・シュミッツ空軍中将 Walter Schmitz                        | 1989年4月1日   | 1991年9月30日  |
| 8  | ゲルハルト・ヨーン空軍中将 Gerhard John                              | 1991年10月1日  | 1995年9月30日  |
| 9  | ユルゲン・ヒューヒェ空軍中将 Jürgen Höche                            | 1995年10月1日  | 1999年         |
| 10 | ペーター・フォーグラー空軍中将 Peter Vogler                          | 2000年         | 2002年3月31日  |
| 11 | ディルク・ブッカー空軍中将 de:Dirk Böcker (Offizier)                 | 2002年4月1日   | 2002年8月31日  |
| 12 | ペーター・シェルツィーク空軍中将 de:Peter Schelzig                   | 2002年9月1日   | 2006年5月31日  |
| 13 | アールネ・クロイツィンガー＝ヤニク空軍中将 de:Aarne Kreuzinger-Janik | 2006年6月1日   | 2009年10月26日 |
| 14 | ヴァルター・イェルツ空軍中将 de:Walter Jertz                         | 2009年10月26日 |                |